# Кирберт Керак
Кирберт Керак (арап. خربة الكرك Khirbet al-Karak, "остаци тврђаве") или Бет Јерах (хебр. בית ירח "Кућа Месеца (бога)") је тел који се налази на јужној обали Галилејског језера у Израелу.Тел обухвата површину већу од 50 хектара, што га чини једним од највећих у Леванту, и садржи остатке који датирају из раног бронзаног доба (око 3.000 - 2.000 година пре нове ере), преко персијског периода (450 година пре нове ере) до раног исламског периода (1.000 година нове ере).
Кирберт керак керамика је облик керамике из раног бронзаног доба која је прво откривена на овом локалитету и добила је име по њему. Проналази се и у другим деловима Леванта (укључујући Јерихон и Угарит).

## Локација
Кирберт Керак се налази на делти реке Јордан у Глалилејско језеро и налази се на 15 метара изнад нивоа језера. Има облик троугла од око 1,2 km са 380 метара (у најширем делу), а покрива 60-75 хектара.

## Историја
Рано бронзано доба (3300/3500—2200. године пре нове ере) - октриће камена са египатским мотивима, укључујући и анк које се догодило 2009. године указује на трговину/политичке односе са првом династијом Египта, око 3000. године пре нове ере. Археолози су идентификовали четири нивоа окупације из раног бронзаног доба. Архитектонски развој показује прелаз од подземнх станишта, преко темеља од черпића до темеља од базалта. Куће са темељима од базалта припадају истом временском периоду као Кирберт Керак керамика, из раног бронзаног доба III. Од најранијих фаза, насеље је било заштићено са југа и запада зидом (на северу и истоку се налазило Галилејско језеро). Капија на југу је била изграђена од базалта. Докази о урбаном ортогоналном распореду грађевина је пронађен још у раној бронзи II, што потврђује теорије да је град био један од регионалних урбаних центара у овом периоду.
Средње бронзано доба (2200-1550 пре нове ере) - око 2000. године пре нове ере град је био уништен или напуштен. Пронађена је поплочана улица, радионица грнчара и други налази који датирају из средњег бронзаног доба I. Пронађен је и гроб из средњег бронзаног доба II и део градских зидина из истог периода.
Библијски период - нема доказа становања на локалитету у периоду од 1.200. до 450. године пре нове ере, док локалитет није обловљен током персијског периода.

### Бет Јерах
Име Бет Јерах је прихваћено и користи се за Кирберт Керак, иако нема доказа да се он налазио овде.Основан у хеленском периоду (4. век пре нове ере), Бет Јерах је престао да постоји крајем овог периода (1. век пре нове ере). Дато му је грчко име Philoteria од стране Птолемеја II Филаделфа за његову сестру, што потврђују и артефакти пронађени на локалитету из периода Птоломејеве власти (3. век пре нове ере).
Током Римског периода је изграђена тврђава и место је постало познато и добило име по овом здању. Јерусалем Талмуд спомиње Бет Јерах поред Санабрија (Ал-Санабра), описујући их као градове-тврђаве, , али такође користи име Керах за Бет Јерах. Керах, што значи "тврђава", је био арамејски назив за место у Римском периоду.

### Ал-Санабра
Ал-Санабра је био познат још у време хеленизма под именом Сенабарис. Био је град сличан Бет Јераху. У византијском периоду је изграђена црква тамо, у којој је пронађено доказа да је поново коришћена као кућа током исламског периода.
У време крсташких ратова, била је место битке код Ал-Санабре 1.113. године нове ере.

## Археологија
Археолози први пут рекогносцирају тел током 1920-их година. На'им Макхолу, хришћански палестинац је 1933. године послат на локалитет да води заштитна ископавања пре грађења ауто пута који је требало да прође туда.
Током 1940-их су на локалитету ископавали многи археолози, Бенџамин Мазар, Мишел Ави-Јонах, Моше Шетеклис и Емануел Дунајевски. Током ископавања 1946. године је у северном дело тела пронађено утврђење које је имало неколико објеката, укључујући и купатило са шареним мозаицима.
Између 1950. и 1953. године, П. Л. О. Гај и Песач Бар-Адон су ископавали локалитет и грешком су индентификовали грађевину као синагогу из 5—6. века нове ере.
Ископавања Оријенталног института Универзитета у Чикагу су 1960. године пронашла византијску цркву северно од утврђења.
Рут Амиран је вршио ископавања на телу 1976. године. Након њега се на локалитету поново врше ископавања тек под руководством Нимрода Гетзова 1994. и 1995. године.
У 21. веку су настављена ископавања тела. Прва ископавања су рађена 2003 године. Након овога ископавање врше археолози са Универзитета у Тел Авиву којима руководи Рафаел Гренберг 2010. године.